# Сгібеєво
Сгібеєво (рос. Сгибеево) — станція Могочинського регіону Забайкальської залізниці Росії, розташована на дільниці Куенга — Бамівська між станціями Улятка (відстань — 17 км) і Уруша (18 км). Відстань до ст. Куенга — 667 км, до ст. Бамівська — 82 км; до транзитного пункту Каримська — 899 км.